# Tullio Pandolfini
Tullio Pandolfini (ur. 6 sierpnia 1914 we Florencji, zm. 23 kwietnia 1999 tamże) – były włoski piłkarz wodny.
Był członkiem kadry Włoch, która zdobyła złoty medal na Letnich Igrzyskach Olimpijskich w Londynie. Wystąpił w pięciu meczach. Razem z nim w reprezentacji występował brat Gianfranco Pandolfini.